# Примож-при-Любнем
Примож-при-Любнем (словен. Primož pri Ljubnem) — поселення в общині Любно, Савинський регіон, Словенія. Висота над рівнем моря: 663 м. 